# Oldenlandia breviflora
Oldenlandia breviflora är en måreväxtart som beskrevs av Emilio Chiovenda. Oldenlandia breviflora ingår i släktet Oldenlandia och familjen måreväxter.
Artens utbredningsområde är Angola. Inga underarter finns listade i Catalogue of Life.